# Matej Jug
Matej Jug (Ljubljana, 1980. szeptember 25. –) szlovén nemzetközi labdarúgó-játékvezető.

## Pályafutása

### Nemzeti játékvezetés
Nemzeti labdarúgó-szövetségének megfelelő játékvezető bizottságai minősítése alapján jutott magasabb osztályokba. 2004-ben lett a PrvaLiga Telekom Slovenije játékvezetője. Küldési gyakorlat szerint rendszeres 4. bírói szolgálatot is végez.

### Nemzetközi játékvezetés
A Szlovén labdarúgó-szövetség Játékvezető Bizottsága (JB) terjesztette fel nemzetközi játékvezetőnek, a Nemzetközi Labdarúgó-szövetség (FIFA) 2007-től tartja nyilván bírói keretében. Az UEFA JB besorolása alapján 1. kategóriás bíró. Több nemzetek közötti válogatott, valamint Intertotó-kupa (első nemzetközi kupamérkőzése), Európa-liga és UEFA-bajnokok ligája klubmérkőzést vezetett, vagy működő társának 4. bíróként segített. A szlovén nemzetközi játékvezetők rangsorában, a világbajnokság-Európa-bajnokság sorrendjében  a 3. helyet foglalja el 6 találkozó szolgálatával. Válogatott mérkőzéseinek száma: 10 (2015 június 13.).
| Időpont             | Helyszín                 | Mérkőzés típusa           | Mérkőzés     | Eredmény | Nézők száma |
| ------------------- | ------------------------ | ------------------------- | ------------ | -------- | ----------- |
| 2008. augusztus 20. | Liberty Stadion, Swansea | első válogatott mérkőzése | Wales–Grúzia | 1 – 2    | 6438        |

#### Labdarúgó-világbajnokság
A világbajnoki döntőkhöz vezető útonBrazíliába a XX., a 2014-es labdarúgó-világbajnokságra a FIFA JB játékvezetőként alkalmazta. Selejtező mérkőzéseket az UEFA zónában vezetett.

##### 2014-es labdarúgó-világbajnokság

###### Selejtező mérkőzés
| Időpont             | Helyszín                     | Mérkőzés típusa           | Mérkőzés            | Eredmény | Nézők száma |
| ------------------- | ---------------------------- | ------------------------- | ------------------- | -------- | ----------- |
| 2012. szeptember 7. | Tofik Bahramov Stadion, Baku | előselejtező (F. csoport) | Azerbajdzsán–Izrael | 1 – 1    | 22 211      |
| 2013. október 11.   | Nemzeti Stadion, Ta’ Qali    | előselejtező (B. csoport) | Málta–Csehország    | 1 – 4    | 4530        |

#### Labdarúgó-Európa-bajnokság

##### U19-es labdarúgó-Európa-bajnokság
Franciaország rendezte a 9., a2010-es U19-es labdarúgó-Európa-bajnokságot, ahol a FIFA/UEFA JB bíróként foglalkoztatta.

###### 2010-es U19-es labdarúgó-Európa-bajnokság
| Időpont          | Helyszín                         | Mérkőzés típusa              | Mérkőzés                 | Eredmény |
| ---------------- | -------------------------------- | ---------------------------- | ------------------------ | -------- |
| 2010. július 21. | Hazé Stadion, Flers              | csoportmérkőzés (B. csoport) | Spanyolország–Portugália | 2 – 1    |
| 2010. július 24. | Michel Farré Stadion, Mondeville | csoportmérkőzés (A. csoport) | Hollandia–Ausztria       | 0 – 1    |

##### U21-es labdarúgó-Európa-bajnokság
Izrael rendezte a 19., a 2013-as U21-es labdarúgó-Európa-bajnokságot, ahol  a FIFA/UEFA JB játékvezetőként alkalmazta.

###### 2013-as U21-es labdarúgó-Európa-bajnokság
| Időpont          | Helyszín                         | Mérkőzés típusa              | Mérkőzés                  | Eredmény | Nézők száma |
| ---------------- | -------------------------------- | ---------------------------- | ------------------------- | -------- | ----------- |
| 2013. június 6.  | Teddy Saupin Stadion, Jeruzsálem | csoportmérkőzés (B. csoport) | Spanyolország–Oroszország | 1 – 0    | 8127        |
| 2013. június 12. | Városi Stadion, Netánja          | csoportmérkőzés (B. csoport) | Oroszország–Németország   | 1 – 2    | 9500        |
| 2013. június 18. | Teddy Saupin Stadion, Jeruzsálem | döntő                        | Olaszország–Spanyolország | 2 – 4    | 29 300      |

---
Az európai labdarúgó torna döntőjéhez vezető úton Ukrajnába és Lengyelországba a XIV., a 2012-es labdarúgó-Európa-bajnokságra, valamint Franciaországba a XV., a 2016-os labdarúgó-Európa-bajnokságra az UEFA JB hivatalnokként vette igénybe szolgálatát.

##### 2012-es labdarúgó-Európa-bajnokság

###### Selejtező mérkőzés
| Időpont           | Helyszín                       | Mérkőzés típusa           | Mérkőzés                | Eredmény | Nézők száma |
| ----------------- | ------------------------------ | ------------------------- | ----------------------- | -------- | ----------- |
| 2010. október 12. | Saint-Symphorien Stadion, Metz | előselejtező (D. csoport) | Franciaország–Luxemburg | 2 – 0    | 24 710      |
| 2011. október 7.  | Feijenoord Stadion, Rotterdam  | előselejtező (E. csoport) | Hollandia–Moldova       | 1 – 0    | 47 226      |

##### 2016-os labdarúgó-Európa-bajnokság

###### Selejtező mérkőzés
| Időpont           | Helyszín                    | Mérkőzés típusa           | Mérkőzés                | Eredmény | Nézők száma |
| ----------------- | --------------------------- | ------------------------- | ----------------------- | -------- | ----------- |
| 2014. október 10. | Amsterdam ArenA, Amszterdam | előselejtező (A. csoport) | Hollandia–Kazahsztán    | 3 – 1    | 45 000      |
| 2015. június 13.  | Olimpiai Stadion, Helsinki  | előselejtező (F. csoport) | Finnország–Magyarország | 0 – 1    | 20 432      |

#### Nemzetközi kupamérkőzések

##### Európa-liga
| Időpont             | Helyszín                    | Mérkőzés típusa       | Mérkőzés                     | Eredmény |
| ------------------- | --------------------------- | --------------------- | ---------------------------- | -------- |
| 2010. július 8.     | ETO Park, Győr              | előselejtező (1. kör) | Győri ETO FC–FC Nitra        | 3 – 1    |
| 2012. augusztus 23. | Nagyerdei stadion, Debrecen | rájátszás             | Debreceni VSC–Club Brugge KV | 0 – 3    |